# Prvenstvo Hrvatske u ragbiju 7 2007.
Prvenstvo Hrvatske ragbiju 7 2007. je organizirao ragbi klub "Rijeka". 
Održalo se od 1. do 9. svibnja 2007.

## Sudionici
- "Nada" iz Splita
- "Mladost" iz Zagreba
- "Zagreb"
- "Makarska rivijera" iz Makarske
- "Sinj"
- "Nada II"
- "Rijeka Vilani" (vidi i "Vilani")
- "Sisak"

## Rezultati
- za 3. mjesto:

Makarska rivijera - Mladost 12:7
- završnica:

Nada - Zagreb 31:0
Najbolji igrač turnira: Dino Grizelj ("Nada")

Najbolji strijelac: Dino Grizelj ("Nada")

## Konačna ljestvica
```
Mjesto Klub 
1. Nada
2. Zagreb
3. Makarska rivijera
4. Mladost
5. Sinj
6. Nada II
7. Rijeka Vilani 
8. Sisak
```

Naslov prvaka je osvojila splitska "Nada" bez primljenog zgoditka.

## Vanjske poveznice
- rugby-rijeka.hr  Arhivirana inačica izvorne stranice od 25. lipnja 2007. (Wayback Machine) 1. prvenstvo Hrvatske u ragbiju 7